# Peggy Maley
Margaret June "Peggy" Maley (8 de junio de 1923-1 de octubre de 2007) fue una actriz estadounidense de cine y televisión. En 1942, con 18 o 19 años, fue coronada Miss Atlantic City.

## Carrera

### Cine
Maley pronunció la frase que alimenta a Marlon Brando en la película The Wild One: "Hey, Johnny, what are you rebelling against?".

### Teatro
Maley participó en las producciones de Broadway I Gotta Get Out (1947) y Joy to the World (1948).

### Televisión
Maley tuvo una breve carrera interpretativa de siete años en televisión, de 1953 a 1960. Su primera aparición fue como Diane Chandler en Ramar of the Jungle. Hizo tres apariciones en The Star and the Story, tres en Dragnet, protagonizada por Jack Webb, tres en Richard Diamond, Private Detective, y tres en Perry Mason, protagonizada por Raymond Burr.
En 1957 interpretó a Lola Florey en el episodio de Perry Mason, "The Case of the Silent Partner", e interpretó a "La mujer rubia" en el episodio de 1958 de The Walter Winchell File "The Reporter". Hizo su última aparición en televisión en 1960 como Verna en Lock-Up protagonizada por MacDonald Carey.
Apareció en el episodio de Private Secretary el 10 de enero de 1954. Ella apareció en "Wanted Dead or Alive" el episodio fue "The Kovack Affair" con Steve McQueen (fecha original de emisión 28 de marzo de 1959).

## Vida personal
Maley era hija de James y Grace (née Williams) Maley. Se casó con el fabricante de ropa Ricky Rafield en 1952, matrimonio que duró sólo 12 semanas antes de ser anulado. Su segundo matrimonio fue en 1972 con el policía neoyorquino Donald Schonbrunn; ese matrimonio también se disolvió finalmente.

## Filmografía
| Año  | Título                      | Papel                           | Notas         |
| ---- | --------------------------- | ------------------------------- | ------------- |
| 1943 | A Guy Named Joe             | Mujer                           | Sin acreditar |
| 1944 | Broadway Rhythm             | Buscadora de autógrafos         | Sin acreditar |
| 1944 | Two Girls and a Sailor      | Chica soñada                    | Sin acreditar |
| 1944 | Meet the People             | Show Girl                       | Sin acreditar |
| 1944 | Bathing Beauty              | Co-Ed                           | Sin acreditar |
| 1944 | Since You Went Away         | La segunda amiga de Marine      | Sin acreditar |
| 1944 | Thirty Seconds Over Tokyo   | Chica en el club de oficiales   | Sin acreditar |
| 1945 | Between Two Women           | Showgirl                        | Sin acreditar |
| 1945 | Anchors Aweigh              | imitadora de Lana Turner        | Sin acreditar |
| 1946 | The Harvey Girls            | chica de Dance-Hall             | Sin acreditar |
| 1946 | The Thrill of Brazil        | Show Girl                       | Sin acreditar |
| 1947 | Down to Earth               | Musa                            | Sin acreditar |
| 1951 | The Lady Says No            | Midge                           |               |
| 1951 | I Want You                  | Gladys                          |               |
| 1953 | The Bigamist                | Operadora de teléfono           |               |
| 1953 | The Wild One                | Mildred                         |               |
| 1954 | Gypsy Colt                  | Pat                             |               |
| 1954 | Drive a Crooked Road        | Marge                           | Sin acreditar |
| 1954 | Siege at Red River          | Sally - Showgirl                | Sin acreditar |
| 1954 | Human Desire                | Jean                            |               |
| 1955 | Moonfleet                   | Tavern Maid                     | Sin acreditar |
| 1955 | I Died a Thousand Times     | novia de Kranmer                | Sin acreditar |
| 1956 | Meet Me in Las Vegas        | Papel menor                     | Sin acreditar |
| 1956 | Indestructible Man          | Francine                        |               |
| 1957 | The Guns of Fort Petticoat  | Lucy Conover                    |               |
| 1957 | The Midnight Story          | Veda Pinelli                    |               |
| 1957 | The Brothers Rico           | Jean                            | Sin acreditar |
| 1957 | Escape from San Quentin     | Georgie Gilbert                 | Sin acreditar |
| 1957 | Man on the Prowl            | Alma Doran                      |               |
| 1958 | Live Fast, Die Young        | Sue Hawkins                     |               |
| 1958 | The Gun Runners             | Camarera rubia                  | Sin acreditar |
| 1958 | Tarawa Beachhead            | Rubia en el bar                 | Sin acreditar |
| 1958 | Tombstone Territory s1 ep33 | Belle Winters                   |               |
| 1959 | Okefenokee                  | Ricki Hart                      |               |
| 1959 | The Rookie                  | tía Myrtle - personaje de radio | Sin acreditar |